# لائو لائوریتسن
لائو لائوریتسن (دانمارکی: Lau Lauritzen, Jr.؛ ۲۶ ژوئن ۱۹۱۰ – ۱۲ مهٔ ۱۹۷۷) یک هنرپیشه، کارگردان، فیلم‌نامه‌نویس، فیلم‌بردار، و تهیه‌کننده اهل دانمارک بود. فیلم او و بودیل ایپسن، مرغزار سرخ در ۱۹۴۶ برنده جایزه بزرگ جشنواره فیلم کن شده‌است. از فیلم‌ها یا برنامه‌های تلویزیونی که وی در آن نقش داشته‌است می‌توان به آژیر اشاره کرد.